# Brussels, Illinois
Brussels là một làng thuộc quận Calhoun, tiểu bang Illinois, Hoa Kỳ. Năm 2010, dân số của làng này là 141 người.

## Dân số
Dân số qua các năm:
- Năm 2000: 141 người.
- Năm 2010: 141 người.